# Márcfalva
Márcfalva (németül: Marz, horvátul: Marca) község Ausztriában, Burgenland tartományban, a Nagymartoni járásban.

## Fekvése
Nagymartontól 4 km-re délkeletre fekszik. Márcfalva Nagymarton, Petőfalva, Zemenye-Selegd, Fraknónádasd és Szikra községekkel határos. Tengerszint feletti magassága 256 m.

## Nevének eredete
Nevét egykori birtokosairól, a Móroc nemzetségről kapta, akárcsak a falut átszelő patak.

## Története
A régészeti leletek tanúsága szerint Márcfalva területén már a kőkorszakban is éltek emberek. Kőbalták, kőeszközök és vonaldíszes cserépmaradványok kerültek elő. 1891-ben a falutól délre, a mai víztározó helyén korai vaskori halomsírokat találtak a hallstatti kultúra idejéből. Az ásatás legérdekesebb lelete egy különleges, nagy agyagedény, ami ma a Bécsi Természettudományi Múzeumban látható. A római korból egy villagazdaság alapfalai és számos kisebb tárgy, pénzek, cserépmaradványok, és a vasútállomás közelében késő római sírok maradtak fenn. A település első templomát a hagyomány szerint Szent Vilmos eichstätti püspök építtette 741-ben.
A mai települést 1202-ben „villa Mouruch” néven Imre király adománylevelében említik először, ahol a Nagymartont határoló települések között sorolják fel. 1230-ban Moruch, 1237-ben Movroch, 1346-ban Poss. Mowroch, 1381-ben Maruch, 1411-ben Poss. Moroch, 1432-ben Moroczhel, 1434-ben Morocz, 1449-ben Marocz néven említik a korabeli források.
A magyar államalapítás után Márcfala a templomos helyek egyike volt. A 13. század elejétől a besenyők fejedelmi nemzetsége, az Osli nembeli Móroc ág birtoka volt. Ágoston-rendi prépostságát 1223 előtt az Osli nembeli Sur fia Péter alapította. Kolostorát 1242-ben a tatárok valószínűleg elpusztították, de az Osli nemzetség újra felépíttette, és 1438-ig állt. Emlékét ma már csak a Klosterbreiten dűlőnév őrzi.
A birtokot Nagy Lajos király adományozta Nagymartoni Pálnak, és a falu ekkor került a magát később Fraknóinak nevező család birtokába – ebben az időszakban Márcfalva volt a környék egyik legnagyobb települése. 1346-ban egy okirat abban a korban egyedülállóan név szerint is felsorolja családfőit. Ez a dokumentum a település történetének értékes forrása. A 14. század végén a Fraknóiaknak az Ostfi családdal voltak birtokvitáik Márc elfoglalása miatt. A 14–15. században a települést többségben német ajkú parasztok lakták, lakói a mezőgazdaság mellett főként kézművességgel foglalkoztak. A falu életében döntő jelentősége volt Sopron város közelségének, mert az vész esetén menedéket nyújtott az itt lakóknak. Békeidőkben a márci bort is jól el lehetett adni Sopronban és Bécsújhelyen. 1456-ban a márcfalvi templomban kötött békét Sopron városa néhány olyan nemesi családdal, melyekkel régóta vitában állt. A falu népességéről először az 1500-as fraknói urbárium ad hiteles információt.
A török Márcfalvát 1529-ben és 1532-ben is elpusztította. A szultán és a császár békekötése után császári katonaság állomásozott a faluban. 1605-ben a Bocskai felkelés során a felkelőkkel szövetséges török-tatár csapatok égették fel, és sok lakóját hurcolták fogságba. 1620-ban a Bethlen-felkelésben újabb súlyos károkat szenvedett. 1683-ban ismét feldúlta a Bécs ellen vonuló török. A németek lakta, császárhű falut 1704-ben kuruc csapatok pusztították, 1708-ban pedig kirabolták. 1600-ban, 1644-ben és 1713-ban pestisjárvány pusztított. Az áldozatok emlékére 1715-ben pestisoszlopot emeltek.
A napóleoni háborúk idején 1804-ben jelentek meg itt az első francia csapatok. A hadak nyomában 1806-ban kolerajárvány tört ki, és több mint száz áldozatot követelt. 1845 és 1847 között megépült a Bécsújhelyt Sopronnal összekötő vasútvonal, és új lendületet adott a fejlődésnek.
Vályi András szerint „MÁRCZ. Német falu Sopron Várm. földes Ura H. Eszterházi Uraság, lakosai katolikusok, fekszik Sopronhoz 1 6/8 mértföldnyire, két nyomásbéli hegyes határja, búzát, zabot, rozsot, árpát, és pohánkát terem, bora tsekély, erdeje bőven van, híresek tseresnyéi nagyságáért.”
Fényes Elek szerint „Márcz, német falu, Sopron vmegyében, Sopronhoz nyugot-északra 1 3/4 mfd. 1160 kath. lak., s paroch. templommal. Határa agyagos, kövecses és sovány. Van 646 hold szántófölde, 127 hold rétje, 12 hold legelője, 5 hold szilvása, 1480 kapa szőlőhegye, 1900 hold erdeje. Fő gazdasága gyümölcs. Cseresnyéje sok és a bécsi piaczon is hires; jó fajta almát és kevés gesztenyét is termszt. F. u. h. Eszterházy Pál.”
A 19. század végén számos gazdasági és szociális intézményt alapítottak.
1910-ben 1828, túlnyomórészt német ajkú lakosa volt. Az első világháború során 67 helybeli esett el a frontokon. A trianoni békeszerződésig Márcfalva Sopron vármegye Nagymartoni járásához tartozott. 1921-ben Ausztria Burgenland tartományának része lett. Az elektromos áramot 1929-ben vezették be a településen. 1930-ban új iskola építésébe kezdtek. A második világháborúban a fronton elesettek mellett a szovjet csapatok bevonulásának több civil áldozata okozott sok szenvedést az itt lakóknak. Súlyos károk érték az épületeket is, különösen a templomot.
A háború után megkezdődött az újjáépítés és a következő évtizedekben kiépült az infrastruktúra is: a közterek világítása, a csatornahálózat és a Marzerbach szabályozása. 1972-ben megépült az első ipartelep és bevezették a földgázt a településre. Ma már 18 üzem működik a vidéken. 1960-ban bővítették az iskolát, 1967-ben pedig a községi hivatalt.

## Nevezetességei
Szent Péter tiszteletére szentelt erődtemplomát 1683-ban a török elpusztította. 1691-ben újjáépítették, és a Szentháromság tiszteletére szentelték fel. 1900 körül újraszentelték; azóta Mária Megkoronázásának temploma. 15. századi védőfal veszi körül ovális lőrésekkel. Déli kapuzatának freskója 14. századi.
A falu 1767-ben emelt kápolnája ma búcsújáró hely.

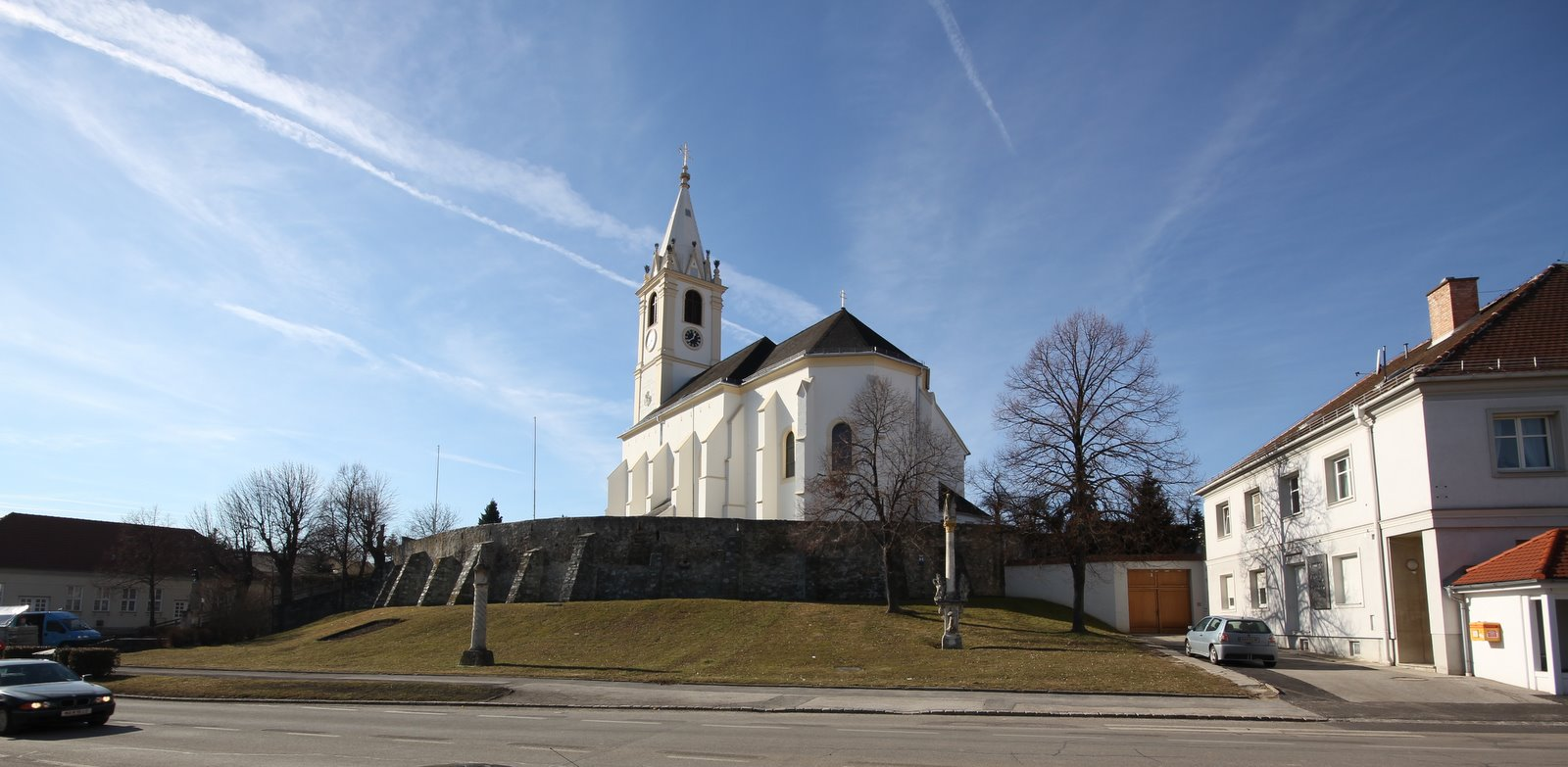
Márcfalva temploma
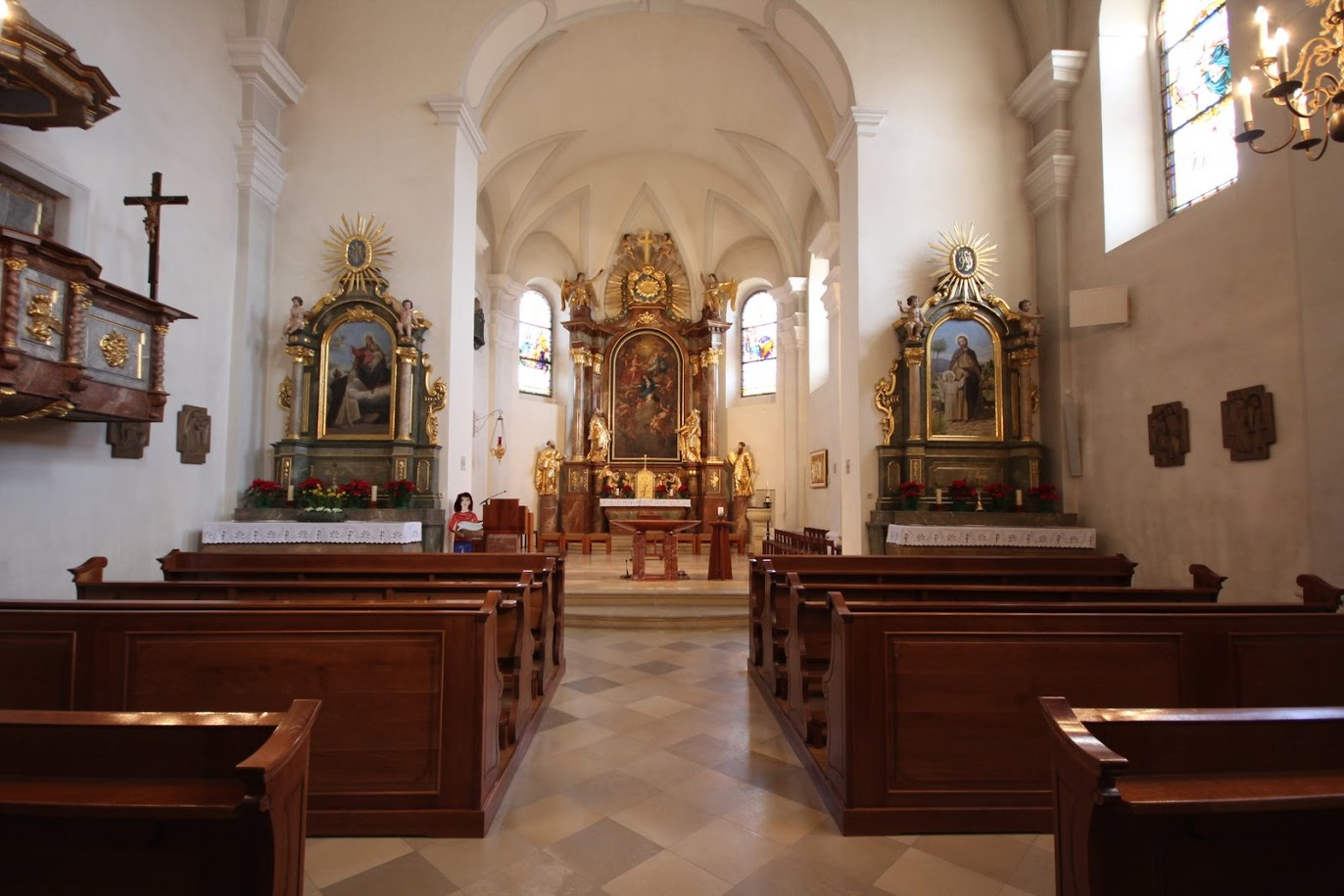
A templom főoltára
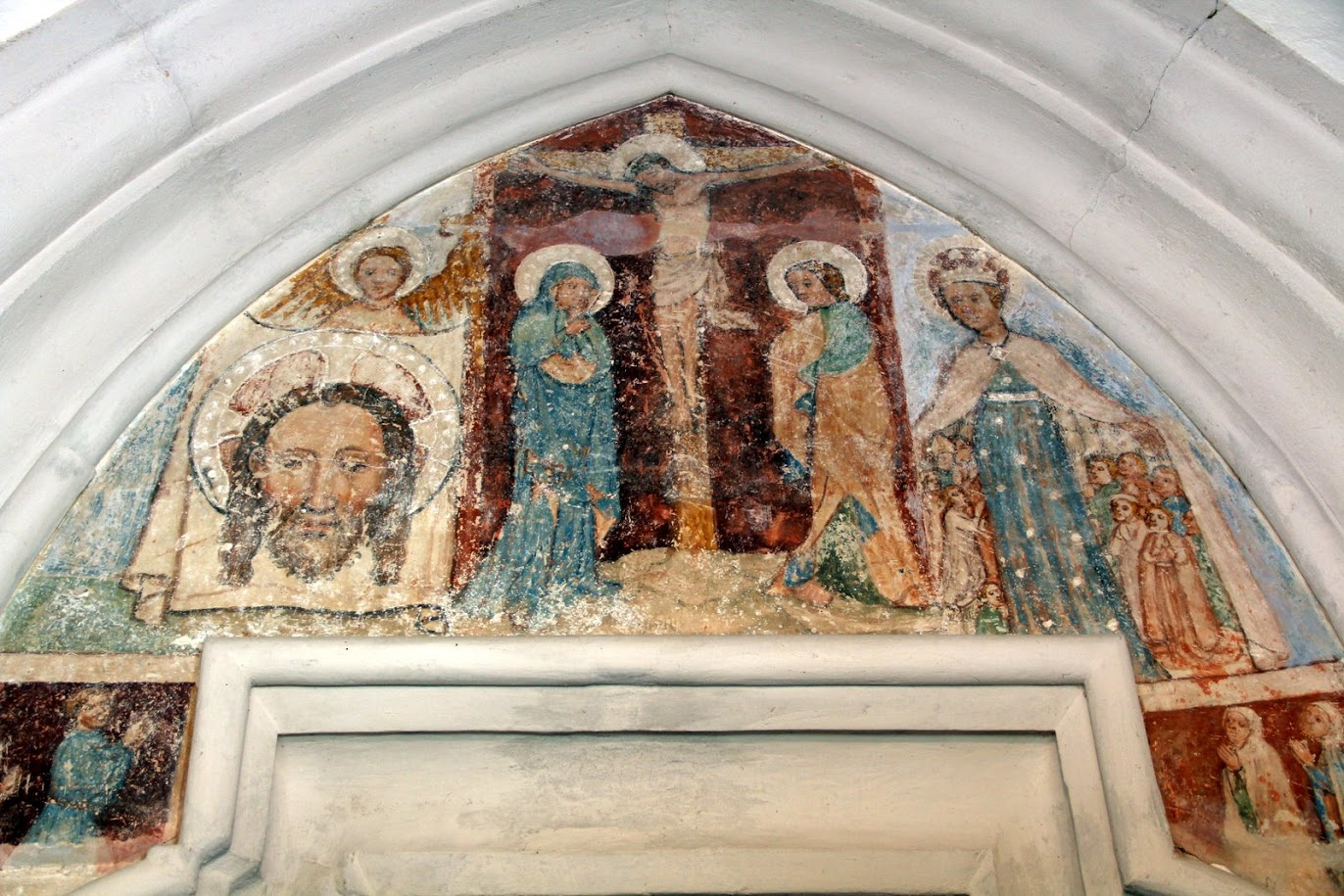
Középkori freskó a templomban
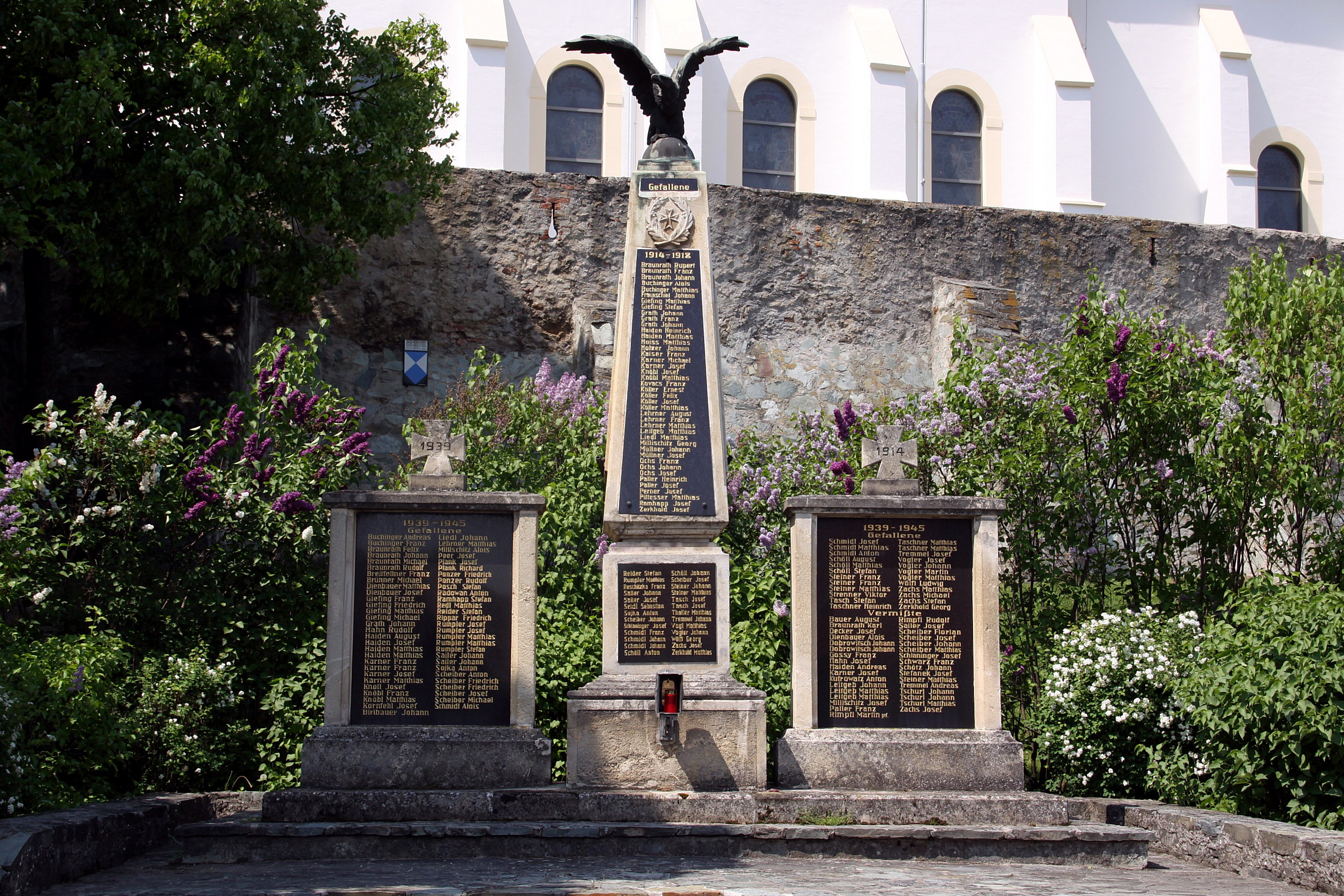
A templom előtt álló világháborús emlékmű